# Lutjanus synagris
O vermelho-henrique (Lutjanus synagris) é uma espécie de peixe nativa do Oceano Atlântico, entre a Carolina do Norte e o Rio Grande do Sul, incluindo o Caribe. Vive em recifes. Também é conhecido pelos nomes populares de Areacó, areocó, ariacó, ariocó, baúna, caranho-verdadeiro, ciobinha, siuquira, vermelho-aricó, vermelho-verdadeiro.